# Point of No Return (Frank Sinatra)
Point of No Return è un album del crooner statunitense Frank Sinatra, pubblicato nel 1962 dalla Capitol Records.

## Il disco
Come ci viene suggerito fin dal titolo, Point of No Return è l'ultimo album di Sinatra per la Capitol. Il rapporto tra il cantante e la società si era fatto sempre più teso, ma il disco non ne risente affatto. Sinatra incise tutto il materiale in due sessioni di due ore ciascuna, tra l'11 e il 12 settembre 1961, per poi abbandonare definitivamente la Capitol e dedicarsi completamente alla sua etichetta, la Reprise Records.
Sinatra chiamò nuovamente il vecchio arrangiatore Axel Stordahl, che si rileva più che all'altezza di gestire un Sinatra più maturo. Non è tutto rosa e fiori, però: I'll See You Again e Memories of You sono cantate con apatia e malavoglia.

## Tracce

### Lato A
1. When the World Was Young - 3:48 - (Mercer, Philippe-Gerard, Vannier)
2. I'll Remember April - 2:50 - (Raye, DePaul, Johnston)
3. September Song - 4:21 - (Weill, Anderson)
4. A Million Dreams Ago - 2:41 - (Quadling, Howard, Jurgens)
5. I'll See You Again - 2:44 - (Coward)
6. There Will Never Be Another You - 3:09 - (Gordon, Warren)

### Lato B
1. Somewhere Along the Way - 3:01 - (Adams, Gallop)
2. It's a Blue World - 2:49 - (Wright, Forrest)
3. These Foolish Things (Remind Me of You) - 3:59 - (Strachey, Link, Marvell)
4. As Time Goes By - 3:17 - (Hupfeld)
5. I'll Be Seeing You - 2:47 - (Fain, Kahal)
6. Memories of You - 3:53 - (Blake, Razaf)

### Tracce aggiunte successivamente
1. Day in, Day Out - 3:19 - (Mercer, Bloom)
2. Don't Make a Beggar of Me - 3:05 - (Sherman)
3. Lean Baby - 2:35 - (Alfred, May)
4. I'm Walking Behind You - 2:57 - (Reid)

## Musicisti
- Frank Sinatra - voce;
- Axel Stordahl - arrangiamenti;
- Heine Beau - arrangiamenti.